# G.Malligere, Mandya
G.Malligere là một làng thuộc tehsil Mandya, huyện Mandya, bang Karnataka, Ấn Độ.